# شریل لاد

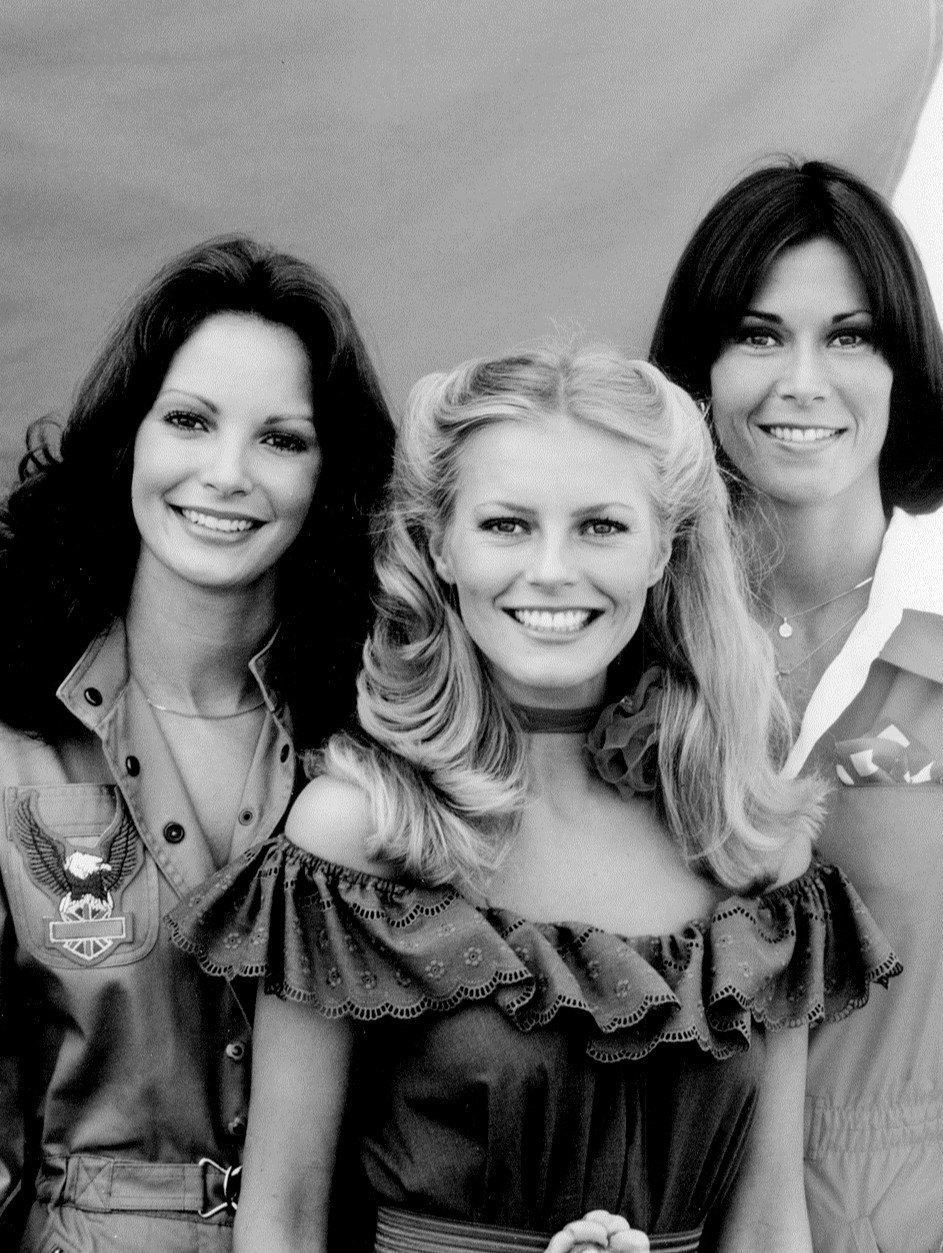
شریل لاد در فرشتگان چارلی

شریل لاد (به انگلیسی: Cheryl Ladd) بازیگر آمریکایی زاده ۱۹۵۱ در شهر هیورن، ایالات داکوتای جنوبی زاده شد. وی اولین حضورش در سریال فرشتگان چارلی بود یک مجموعه موفق تلویزیونی دهه ۷۰ میلادی که بارها بازسازی شده‌است. در سریال خیابان‌های سان‌فرانسیسکو محصول ۱۹۷۲ تا ۱۹۷۷ میلادی، ایفای نقش کرد. شریل لاد همچنین در سریال‌های ان‌سی‌آی‌اس و امید و ایمان سال‌های ۲۰۰۲ تا ۲۰۰۶ میلادی ظاهر شد.
او همچنین در فیلم‌های نیمه‌شب ماندگار، فراموش نشدنی بازی کرده‌است.